# Список самых длинных рек Азии
Основные статьи — Список рек Азии и Список самых длинных рек
Ниже представлен список самых длинных рек Азии. Приведены реки длиной более 1000 километров. Часто встречаются случаи, когда эти длинные реки протекают по территории нескольких государств — в таком случае в столбце «Страна (страны)» государства указаны в порядке от истока к устью. Измерение длины реки — дело сложное, поэтому в столбце «Длина» возможны несколько чисел — в зависимости от системы подсчёта.

## Список
Сортировка по умолчанию — по длине реки, по убыванию. Также любой столбец можно отсортировать по алфавиту / в обратном порядке (по возрастанию / убыванию), нажав на заглавие столбца.

Если две реки имеют одинаковую длину, после порядкового номера стоит знак равенства =
| № п/п | Река                 | Страна (страны)                                               | Длина, км                                             | Фото | Комментарии, ссылки |
| ----- | -------------------- | ------------------------------------------------------------- | ----------------------------------------------------- | ---- | --- |
| 1     | Янцзы                | Китай                                                         | 6300                                                  |      | Самая длинная река не только Азии, но и Евразии; третья по длине река в мире; пятая река в мире по полноводности. Самая длинная река в мире из тех, что протекают по территории одного государства. Её водосборный бассейн занимает ок. 20 % площади Китая, и здесь проживает почти треть населения страны. На Янцзы расположены две крупнейшие ГЭС в мире: «Три ущелья» и «Байхэтань». В реке живут несколько эндемичных и находящихся под угрозой исчезновения видов: китайский аллигатор, восточноазиатская морская свинья, китайский речной дельфин (возможно вымер), китайский веслонос (вымер), корейский осётр (в дикой природе вымер). См. также статью Дельта Янцзы. |
| 2     | Хуанхэ               | Китай                                                         | 5464                                                  |      | В бассейне реки зародилась одна из древнейших цивилизаций в мире — Цивилизация Хуанхэ. Этот бассейн занимает 13 % обрабатываемых земель Китая. С 2002 года в стране работает проект по переброске вод Янцзы на север, в бассейны рек Хуанхэ и Хай. |
| 3     | Меконг               | Китай, Мьянма, Лаос, Таиланд, Камбоджа, Вьетнам               | 4350, либо 4500, либо 4909                            |      | Крупнейшая река Юго-Восточной Азии и полуострова Индокитай. |
| 4     | Лена                 | Россия                                                        | 4294, либо 4400 (вместе с дельтой)                    |      | Крупнейшая река в мире, полностью протекающая в районе вечной мерзлоты. |
| 5     | Иртыш                | Монголия (граница Монголии и Китая), Китай, Казахстан, Россия | 4248                                                  |      | |
| 6     | Обь                  | Россия                                                        | 3650                                                  |      | |
| 7     | Енисей               | Монголия, Россия                                              | 3487                                                  |      | |
| 8     | Инд                  | Китай, Индия, Пакистан                                        | 3180                                                  |      | См. также статьи Дельта Инда и Индская цивилизация. |
| 9     | Нижняя Тунгуска      | Россия                                                        | 2989                                                  |      | |
| 10    | Ганг                 | Индия, Бангладеш                                              | ок. 2900                                              |      | Самая священная река для индусов; воплощение Ганга в религии — богиня Ганга. В реке живут такие редкие виды животных как гангский гавиал и гангский дельфин. Ганг обеспечивает водой примерно 40 % населения Индии в 11 штатах и обслуживает примерно полмиллиарда человек — больше, чем любая другая река в мире — несмотря на сильное загрязнение. |
| 11    | Брахмапутра          | Китай, Индия, Бангладеш                                       | 2880, либо 2896, либо 3080, либо «около 3100»         |      | Река протекает в очень труднодоступных районах, к тому же точное местонахождение её истока долгое время было неизвестно, поэтому до 2011 года о длине реки говорили «2880—3364 км». |
| 12    | Амур                 | Россия, Китай (граница государств)                            | 2824                                                  |      | |
| 13    | Салуин               | Китай, Мьянма, Таиланд                                        | 2820, либо 2980, либо «2400—2800», либо 3289          |      | Несмотря на длину реки, судоходны только последние 90 её километров (дельта у города Моламьяйн). |
| 14    | Амударья             | Афганистан, Таджикистан, Туркменистан, Узбекистан             | 2743, либо 2620                                       |      | Крупнейшая по полноводности река Средней Азии. Одна из самых мутных рек в мире. |
| 15    | Евфрат               | Ирак, Сирия, Турция                                           | 2736                                                  |      | Самая длинная и одна из самых исторически значимых рек Передней Азии. Наряду с Тигром (см. № 27) образует границу Месопотамии (см. также статью Речная система Тигр—Евфрат). |
| 16    | Вилюй                | Россия                                                        | 2650                                                  |      | |
| 17    | Ишим                 | Казахстан, Россия                                             | 2450                                                  |      | |
| 18    | Урал                 | Казахстан, Россия                                             | 2428                                                  |      | Река частично протекает в Европе (см. статью Граница между Европой и Азией) и является третьей по длине рекой Европы, уступая лишь Волге и Дунаю |
| 19    | Алдан                | Россия                                                        | 2273                                                  |      | |
| 20    | Чжуцзян              | Китай, Вьетнам                                                | 2272—2400, либо 2214                                  |      | Фактически не река, а дельтово-эстуарная система рек Сицзян, Дунцзян и Бэйцзян; поэтому, если речь заходит о длине строго конкретно реки Чжуцзян, источники приводят числа 177 либо 359 км. По берегам Чжуцзяна расположен регион Дельта Жемчужной реки. |
| 21    | Оленёк               | Россия                                                        | 2270                                                  |      | Несмотря на длину реки, судоходны только последние 92 её километра. |
| 22    | Сырдарья             | Кыргызстан, Узбекистан, Таджикистан, Казахстан                | 2212, либо 2137                                       |      | |
| 23    | Сицзян               | Китай, Вьетнам                                                | 2197                                                  |      | |
| 24    | Иравади              | Мьянма                                                        | 2170, либо 2288, либо «около 2300», либо «около 2150» |      | В реке живут такие редкие виды как иравадийский дельфин и гангская акула. См. также статью Дельта Иравади. |
| 25    | Колыма               | Россия                                                        | 2129                                                  |      | |
| 26    | Сунгари              | Китай                                                         | 1927                                                  |      | Река протекает по Маньчжурской равнине, имеет малый уклон (0,71 м на километр пути), поэтому изобилует старицами и меандрами. |
| 27    | Тигр                 | Турция, Сирия, Ирак                                           | 1900                                                  |      | Наряду с Евфратом (см. № 15) образует границу Месопотамии (см. также статью Речная система Тигр—Евфрат). |
| 28    | Подкаменная Тунгуска | Россия                                                        | 1865                                                  |      | |
| 29    | Витим                | Россия                                                        | 1837                                                  |      | |
| 30    | Кама                 | Россия                                                        | 1805                                                  |      | До постройки Куйбышевского водохранилища длина реки составляла 2030 км. Частично река протекает в Европе. |
| 31    | Чулым                | Россия                                                        | 1799                                                  |      | |
| 32    | Ангара               | Россия                                                        | 1779                                                  |      | |
| 33    | Индигирка            | Россия                                                        | 1726                                                  |      | |
| 34    | Ялунцзян             | Китай                                                         | 1637, либо 1571, либо 1324, либо 1187                 |      | |
| 35    | Кеть                 | Россия                                                        | 1621                                                  |      | См. также статью Обь-Енисейский канал. |
| 36    | Аргунь               | Китай, Россия                                                 | 1620                                                  |      | Правая составляющая Амура (см. № 12). На протяжении 944 км является российско-китайской границей. |
| 37    | Тобол                | Казахстан, Россия                                             | 1591                                                  |      | |
| 38    | Ханьшуй              | Китай                                                         | 1532                                                  |      | По имени реки названы Империя Хань, народ хань и город Ханьчжун. |
| 39    | Алазея               | Россия                                                        | 1520                                                  |      | |
| 40    | Сатледж              | Китай, Индия, Пакистан                                        | ок. 1500, либо ок. 1450, либо 1536                    |      | |
| 41    | Годавари             | Индия                                                         | 1465                                                  |      | По длине, площади водосбора и расходу воды Годавари является крупнейшей рекой на полуострове Индостан. |
| 42    | Амга                 | Россия                                                        | 1462                                                  |      | |
| 43    | Или                  | Китай, Казахстан                                              | 1439                                                  |      | |
| 44    | Олёкма               | Россия                                                        | 1436                                                  |      | |
| 45=   | Кришна               | Индия                                                         | 1401, либо 1290                                       |      | |
| 45=   | Таз                  | Россия                                                        | 1401                                                  |      | |
| 47    | Ляохэ                | Китай                                                         | 1390, либо 1345                                       |      | Крупнейшая река южной Маньчжурии. Имя реки стало основой для названия провинций Ляонин и Ляоси, Ляохэской равнины, полуострова Ляодун и города Ляоюань. |
| 48    | Нэньцзян             | Китай                                                         | 1380, либо 1370, либо 1089                            |      | |
| 49    | Джамна               | Индия                                                         | 1376                                                  |      | Река обеспечивает более 70 % водоснабжения Дели. |
| 50    | Кура                 | Турция, Грузия, Азербайджан                                   | 1364, либо 1360, либо 1515                            |      | Самая крупная река Закавказья. |
| 51    | Кызылырмак           | Турция                                                        | 1355, либо 1151                                       |      | Самая длинная река Малой Азии. Несмотря на длину, не судоходна. |
| 52    | Хайхэ                | Китай                                                         | 1329                                                  |      | По состоянию на 2019 год Хайхэ являлась самой загрязнённой рекой Китая. |
| 53    | Тарим                | Китай                                                         | 1321                                                  |      | В связи с бифуркацией, искусственным изменением русла, отводами для орошения земель (эти изменения начались с 1949 г.) длина реки уменьшилась с 2190 км до нынешних 1321 км. Исторически река заканчивалась, впадая в озеро Лобнор, но сегодня доходит только до озера Тайтема, после чего пересыхает. Главная река Таримской впадины. |
| 54    | Нармада              | Индия                                                         | 1312                                                  |      | |
| 55    | Керулен              | Монголия, Китай                                               | 1264                                                  |      | |
| 56    | Зея                  | Россия                                                        | 1242                                                  |      | По глубине, ширине и водостоку Зея превосходит Амур (см. № 12) в месте слияния рек, но исторически считается его притоком. |
| 57    | Чиндуин              | Мьянма                                                        | 1207, либо «около 1100», либо «около 840»             |      | |
| 58    | Уда                  | Россия                                                        | 1203                                                  |      | |
| 59    | Марха                | Россия                                                        | 1181                                                  |      | |
| 60    | Мамберамо            | Индонезия                                                     | 1175, либо 1112                                       |      | Длина реки указана с учётом некоторых её рукавов (Мамберамо образуется в результате слияния рек Тарику, Ван-Даален и Таритату); если речь заходит о длине строго конкретно реки Мамберамо, источники приводят числа 283 либо «около 700 км». Мамберамо — вторая по величине река в мире, которая не разделена плотинами на водосборном бассейне. |
| 61    | Демьянка             | Россия                                                        | 1159                                                  |      | |
| 62    | Анадырь              | Россия                                                        | 1150                                                  |      | |
| 63    | Хонгха               | Китай, Вьетнам                                                | 1149, либо 1183, либо «около 1200»                    |      | |
| 64    | Капуас               | Индонезия                                                     | 1143, либо «около 1140»                               |      | Самая длинная в мире островная река. |
| 65=   | Гильменд             | Афганистан, Иран                                              | 1125, либо «около 1150»                               |      | |
| 65=   | Ярлунг-Цангпо        | Китай, Индия                                                  | 1125                                                  |      | Достигнув индийского штата Ассам, река становится известна под названием Брахмапутра (см. № 11 в данном списке). Покинув Тибетское нагорье, река образует самый большой и глубокий каньон в мире — Великий каньон Ярлунг-Цангпо. |
| 67=   | Теджен               | Афганистан, Иран, Туркменистан                                | 1124, либо «около 1150», либо «около 1100»            |      | |
| 67=   | Орхон                | Монголия                                                      | 1124                                                  |      | |
| 69    | Цзялинцзян           | Китай                                                         | 1119                                                  |      | В связи с сильной извилистостью реки, учитывая или не учитывая её самый длинный рукав, источники также приводят длину Цзялинцзяна 680 либо 1345 км. |
| 70    | Омолон               | Россия                                                        | 1114                                                  |      | |
| 71    | Конда                | Россия                                                        | 1097                                                  |      | |
| 72    | Тюнг                 | Россия                                                        | 1092                                                  |      | |
| 73    | Барито               | Индонезия                                                     | 1090                                                  |      | Длина реки указана с учётом рукава Мурунг: не учитывая его, длина Барито составляет около 880 км. |
| 74    | Васюган              | Россия                                                        | 1082                                                  |      | Река известна крупнейшим в мире скоплением болот. |
| 75    | Гхагхара             | Китай, Непал, Индия                                           | 1080                                                  |      | Длина реки указана с учётом её слияния с рекой Сарда: без этого источники приводят длину Гхагхары 573 либо 950 км. |
| 76    | Хуайхэ               | Китай                                                         | 1078, либо «около 1110», либо 813                     |      | |
| 77    | Аракс                | Турция, Армения, Иран, Азербайджан                            | 1072                                                  |      | |
| 78    | Чу                   | Кыргызстан, Казахстан                                         | 1067, либо 1186                                       |      | Река образуется слиянием рек Джоон-Арык и Кочкор, поэтому источники весьма заметно расходятся в оценке длины Чу. Имя реки стало основой для названия Чуйской области, проспекта Чуй и города Шу. |
| 79    | Большой Юган         | Россия                                                        | 1063                                                  |      | |
| 80    | Мая                  | Россия                                                        | 1053                                                  |      | |
| 81    | Тура                 | Россия                                                        | 1030                                                  |      | |
| 82    | Бирюса               | Россия                                                        | 1012                                                  |      | |
| 83    | Уцзян                | Китай                                                         | «больше 1000», либо «около 1150», либо 1018           |      | Местонахождение истока Уцзяна — вопрос очень спорный, отсюда и разница в оценке её длины. |